# Alastair
Alastair  ist ein männlicher Vorname. Er stammt aus den schottischen Lowlands. Andere Formen sind Alasdair, Al(e)ister und Alistair. Es handelt sich dabei um die schottisch-gälischen Varianten von Alexander.

## Namensträger
- Alastair, Pseudonym des deutschen Künstlers und Übersetzers Hans-Henning von Voigt (1887–1969)
- Alastair, 2. Duke of Connaught and Strathearn (1914–1943), britischer Angehöriger des Hochadels und Peer
- Alistair Brownlee (* 1988), britischer Triathlet
- Alistair Burt (* 1955), britischer Politiker
- Alastair Cameron (1925–2005), kanadisch-US-amerikanischer Astrophysiker
- Alistair Cooke (1908–2004), britisch-amerikanischer Journalist und Moderator
- Aleister Crowley (1875–1947), englischer Okkultist
- Alistair Darling (1953–2023), britischer Politiker
- Alistair Foot (1930–1971), britischer Film- und Theaterautor
- Alastair Fothergill (* 1960), britischer TV-Produzent
- Alasdair Fraser (* 1955), schottischer Musiker
- Alasdair Gray (1934–2019), schottischer Schriftsteller und Künstler
- Alasdair MacColla (1610–1647), schottisch-irischer Soldat
- Alasdair MacIntyre (1929–2025), schottisch-amerikanischer Philosoph
- Alister MacKenzie (1870–1934), schottischer Golfarchitekt
- Alistair MacLean (1922–1987), schottischer Thriller-Autor
- Alistair MacLeod (1936–2014), kanadischer Schriftsteller
- Alasdair Mac Mhaighstir Alasdair, schottischer Schriftsteller
- Alister McRae (* 1970), schottischer Rallyefahrer
- Alistair Overeem (* 1980), niederländischer K-1 und MMA-Kämpfer
- Alistair Payne (* 1995), britischer Jazzmusiker
- Alistair Ramsay (1924–2021), australischer Basketball-Funktionär
- Alastair Reynolds (* 1966), britischer Science-Fiction-Autor
- Alastair Siddons (* 1978), britischer Filmemacher
- Alastair Sim (1900–1976), britischer Schauspieler
- Alasdair Strokosch (* 1983), schottischer Rugbyspieler